# Kreuzkirche (Sehnde)

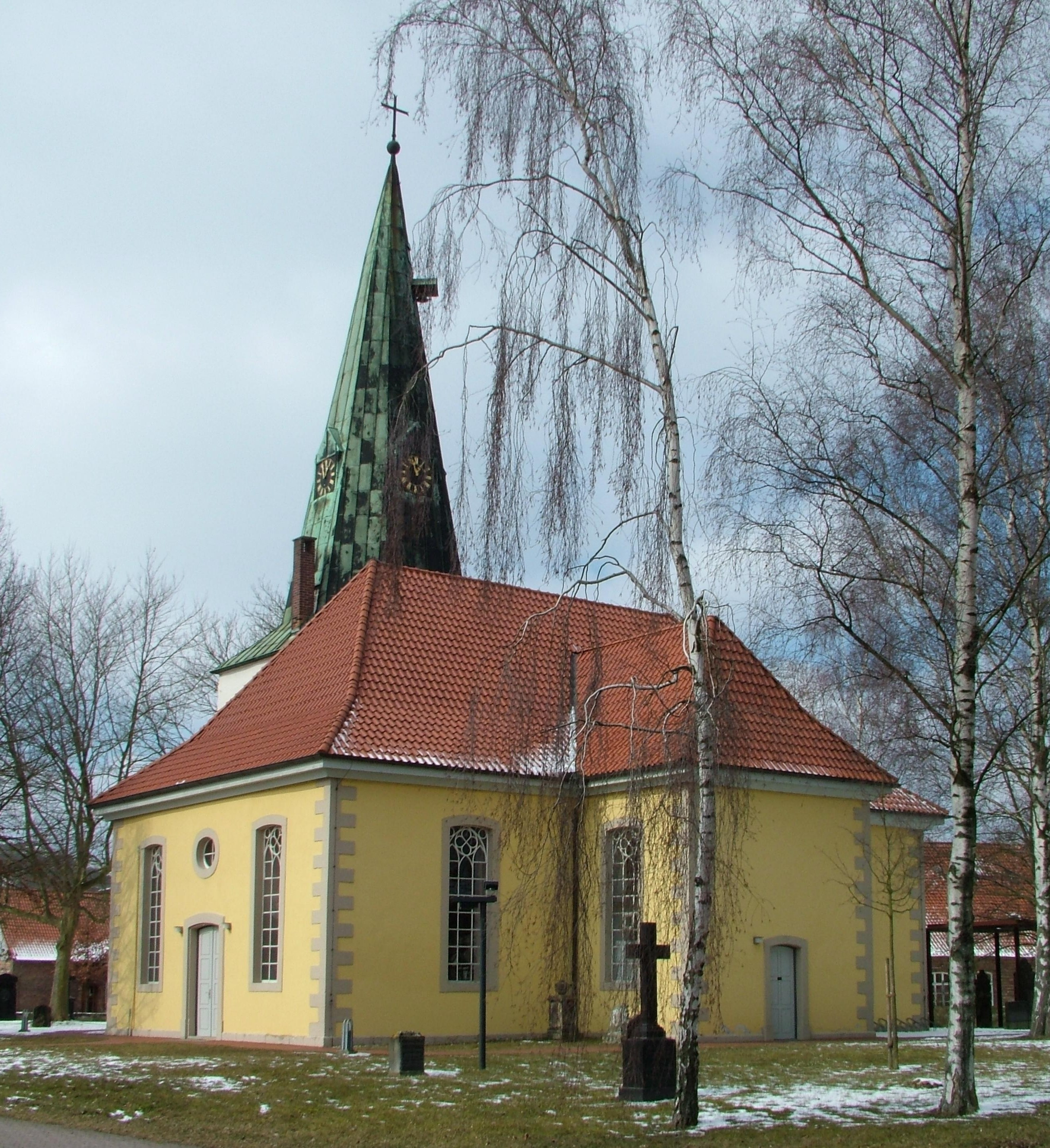
Kreuzkirche

Die evangelisch-lutherische Kreuzkirche ist die historische Dorfkirche von Sehnde (Hauptort), Region Hannover. Sie liegt am Südrand des einstigen Dorfkerns, umgeben von einem alten Kirchhof.

## Architektur
Die heutige Kirche besteht aus Bauteilen unterschiedlicher Epochen.
Ältester Teil ist das Erdgeschoss des massigen Turms mit quadratischem Grundriss. Es ist aus Bruchstein gemauert und mit einem breiten Strebepfeiler versehen und dürfte aus der Zeit um 1200 stammen. Die beiden oberen Turmgeschosse wurden nach Beschädigungen vor allem während des Dreißigjährigen Kriegs mehrfach erneuert und repariert. Der Turm ist heute weiß verputzt. Die hölzerne Kegelspitze ist seit 1951 mit Kupfer gedeckt und mit einem Kreuz bekrönt.
Vom ursprünglich zu diesem Turm gehörigen Kirchenschiff ist nichts erhalten. Über sein Aussehen gibt es nur Vermutungen. Es war zu Beginn des 18. Jahrhunderts so baufällig, dass es restlos – einschließlich der Fundamente – abgerissen wurde.
An seiner Stelle wurde nach Plänen des Heeresingenieurs Ernst Braun eine barocke Saalkirche errichtet, die am 29. April 1739 eingeweiht werden konnte. Das neue Kirchenschiff verlässt die Ost-West-Achse, die für den Vorgängerbau anzunehmen ist, und hat seine größte Ausdehnung in nordsüdlicher Richtung. In der Mitte der östlichen Langseite befindet sich der Kanzelaltar, hinter dem ein rechteckiger Anbau als Sakristei dient. Der Barockbau ist, bis auf die Fenster- und Türumrandungen, gelb verputzt. Die Ecken sind mit steinsichtigen Zierleisten markiert.

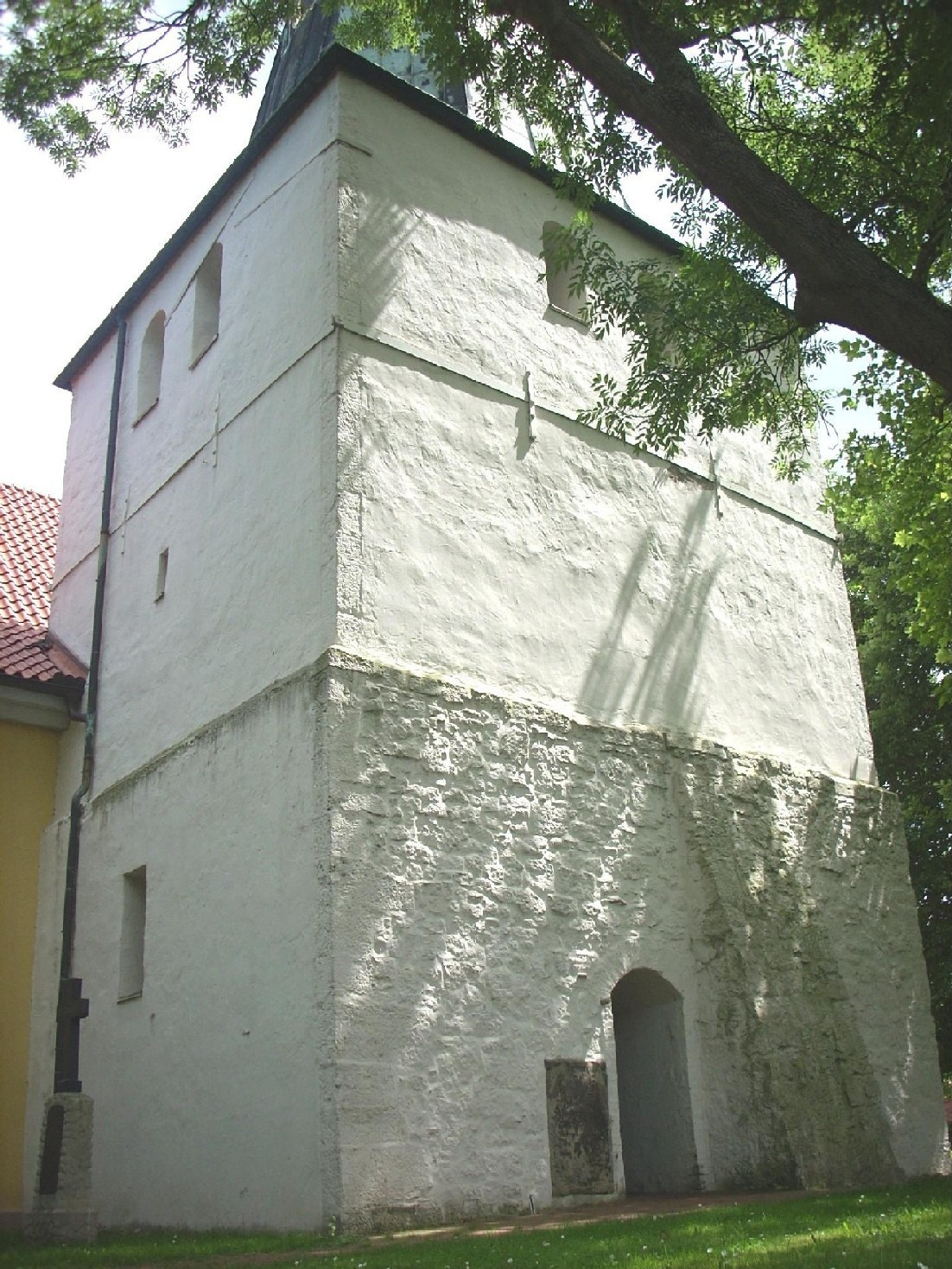
Turm
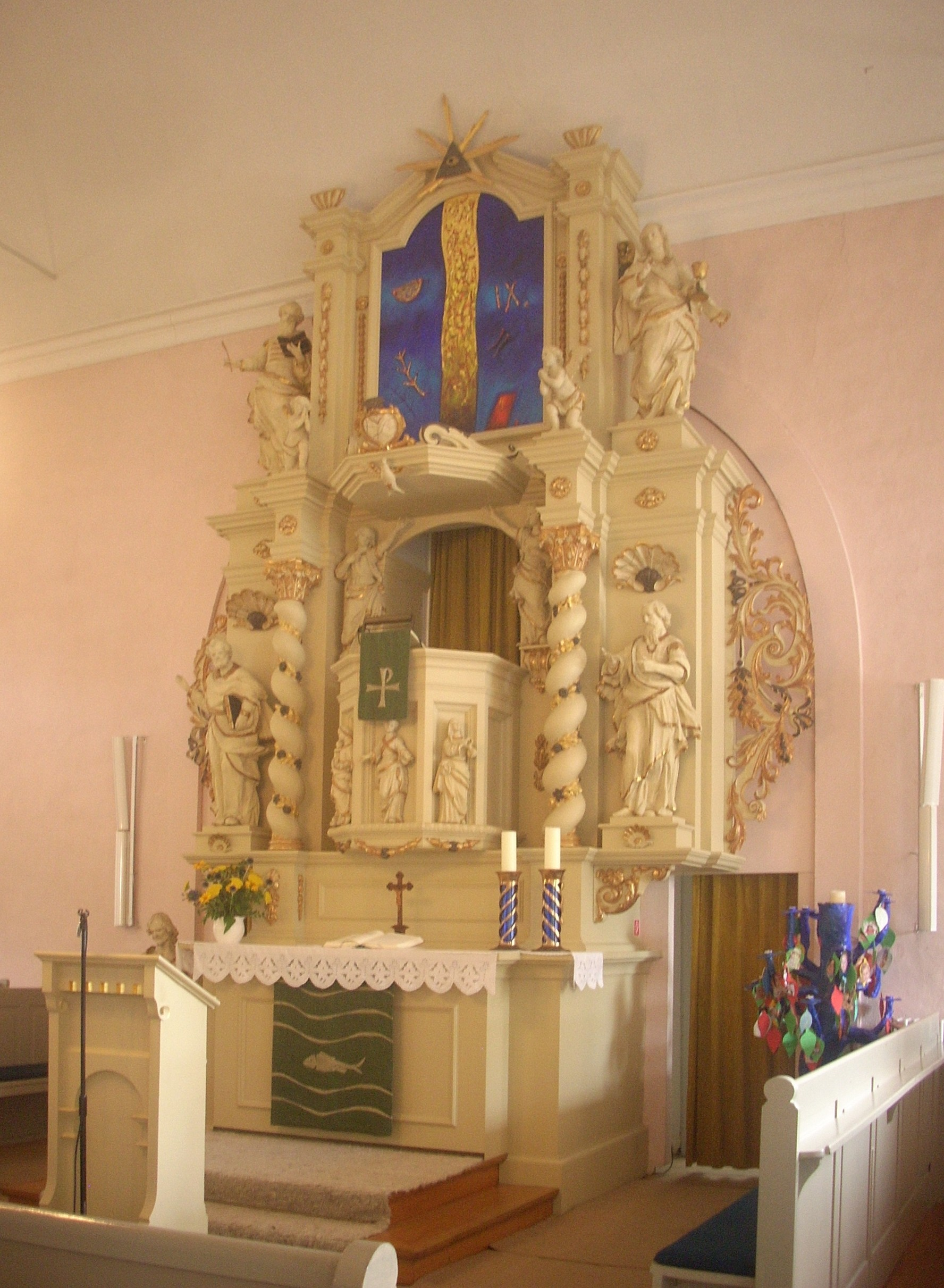
Kanzelaltar
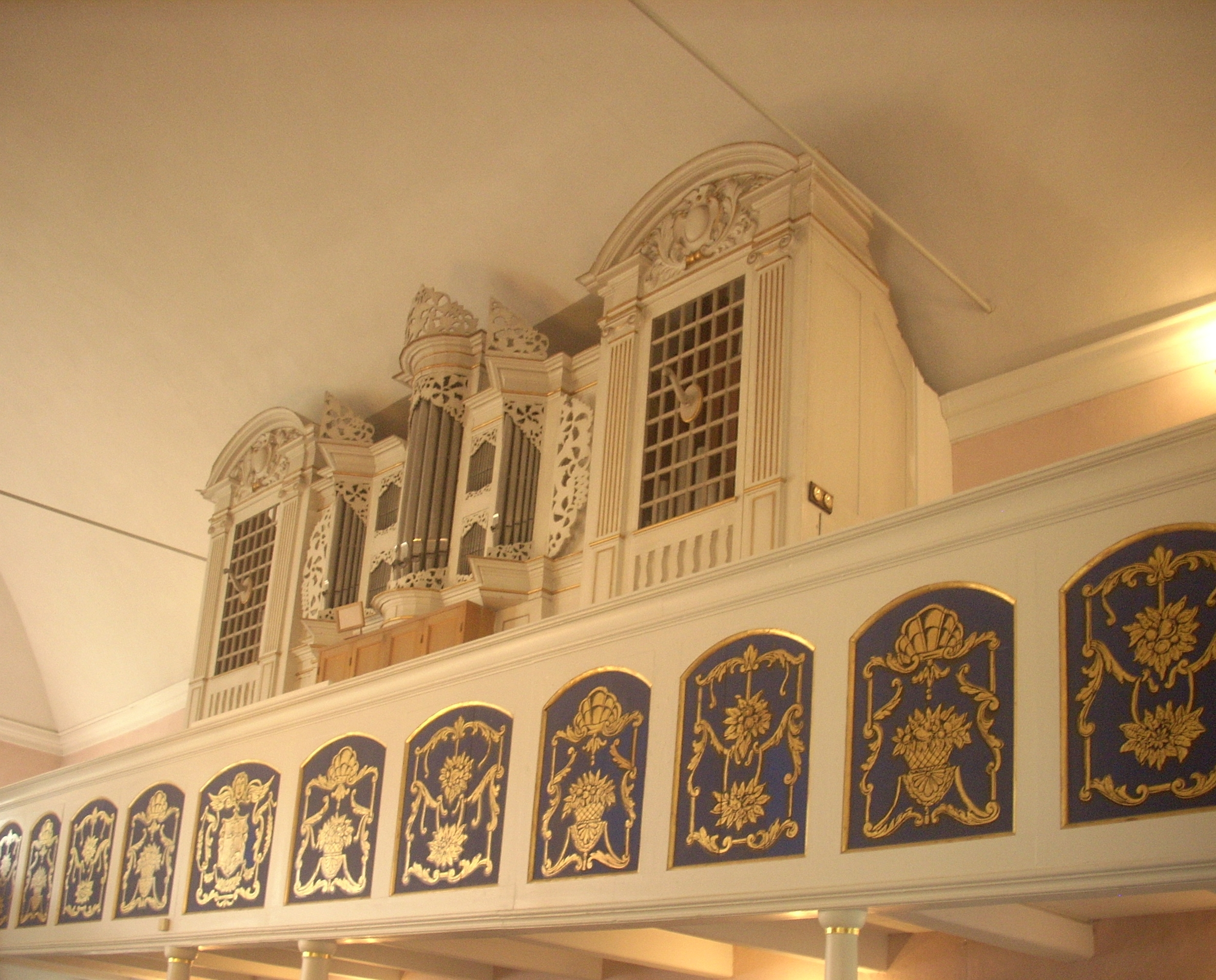
Empore und Orgel

## Ausstattung
Der barocke Kanzelaltar mit Apostel- und Evangelistenfiguren sowie die Einzelfigur Johannes des Täufers, der die Taufschale hält, sind Werke des bedeutenden Hildesheimer Künstlers Ernst Dietrich Bartels (1679–1762). Der Altar war 1885 abgebaut und durch eine Neugestaltung Conrad Wilhelm Hases unter Verwendung einiger der Bartelsschen Figuren ersetzt worden. Da auch die meisten übrigen Teile erhalten blieben, konnte der Barockaltar 1967 in der vermuteten Originalgestalt rekonstruiert werden. Das zunächst leer gebliebene Bildfeld in der Spitze enthält seit 2004 eine Auferstehungsgestaltung von Uwe Appold. 
Das Geländer der drei Seiten umlaufenden Empore trägt vierzig blau-goldene Kassettenbilder mit Pflanzenornamentik.
Die beiden wertvollen Glocken von 1653 und 1827 sind reich mit Ornamenten und Inschriften verziert.

## Geschichte
Eine erste Sehnder Kapelle dürfte seit dem letzten Drittel des 12. Jahrhunderts bestanden haben. Sie war eine Filiale der Archidiakonatskirche St. Martin in Lühnde unter dem Patronat des Hildesheimer St.-Bartholomäus-Stifts. Eine Urkunde Bischof Harberts von Hildesheim von 1207 gewährt der Sehnder Kirche Pfarreirechte. In dieser Zeit entstand vermutlich der Bau, dessen Reste im Kirchturm erhalten sind. Das Patrozinium Sanctae Crucis – Zum Heiligen Kreuz ist erst später bezeugt, deutet aber auf eine bei der Gründung vermutlich aus Hildesheim erhaltene Kreuzreliquie.
Mit Einführung der Reformation in den welfischen Landen wurde in den 1530er Jahren auch die Sehnder Gemeinde lutherisch.
Im Dreißigjährigen Krieg waren Dorf und Kirche mehrfach von Bränden und Plünderungen betroffen.
Die wirtschaftliche Erholung der folgenden Jahrzehnte machte den Neubau der 1730er Jahre mit seiner kunstvollen Ausstattung möglich.
Die Industrialisierung, vor allem der Kalibergbau, sowie der Zuzug Vertriebener nach dem Zweiten Weltkrieg ließen Dorf und Kirchengemeinde wachsen. 1963 wurde im Westteil Sehndes das Bonhoefferhaus mit Kirchsaal und Gemeinderäumen errichtet (2012 entwidmet und an die Stadt verkauft); die Kirchengemeinde wurde in zwei Pfarrbezirke unterteilt.